# Iglesia de San Saturnino (Maranges)
La iglesia de Sant Serni es la parroquial de la población de Maranges en la comarca de la Baja Cerdaña en la provincia de Gerona, en Cataluña, al noreste de España.

## Historia
Como otras muchas iglesias de la comarca sale documentada en el siglo X en el acta de la consagración de la Catedral de Santa María de Urgel.
Las tropas cátaras de Raimundo Roger I de Foix y Arnau de Castellbó, en el siglo XII saquearon la iglesia y robaron cuarenta sueldos a su párroco.

## El edificio
Consta de nave única con un ábside semicircular y bóvedas de arco ojival, en la parte central del ábside se abre una pequeña ventana con motivos esculpidos en relieve, en el interior del ábside aún se pueden ver restos de pinturas murales representando el Pantocrátor.
En el lado de la epístola se encuentran adosados en el muro dos gran arcos que acogen unos altares, en el centro de uno de ellos se observa grabado la fecha de 1690 y el nombre de Vidal, seguramente quien sufragó la obra.
Las reformas más grandes se realizaron entre los siglos XVII y XVIII, consgtruyendo en el muro del lado del evangelio dos capillas y procediéndose al alargamiento de la nave hacia la puerta de entrada, que por este motivo fue trasladada hacia el mismo lado de la capillas de la obra nueva, se encuentra protegida debajo de un pórtico dónde inscrito en una piedra se puede leer: Escobar 1725. Con fecha de 1683 se alzó el campanario en los pies de la iglesia, al lado de la entrada original.

## La portalada

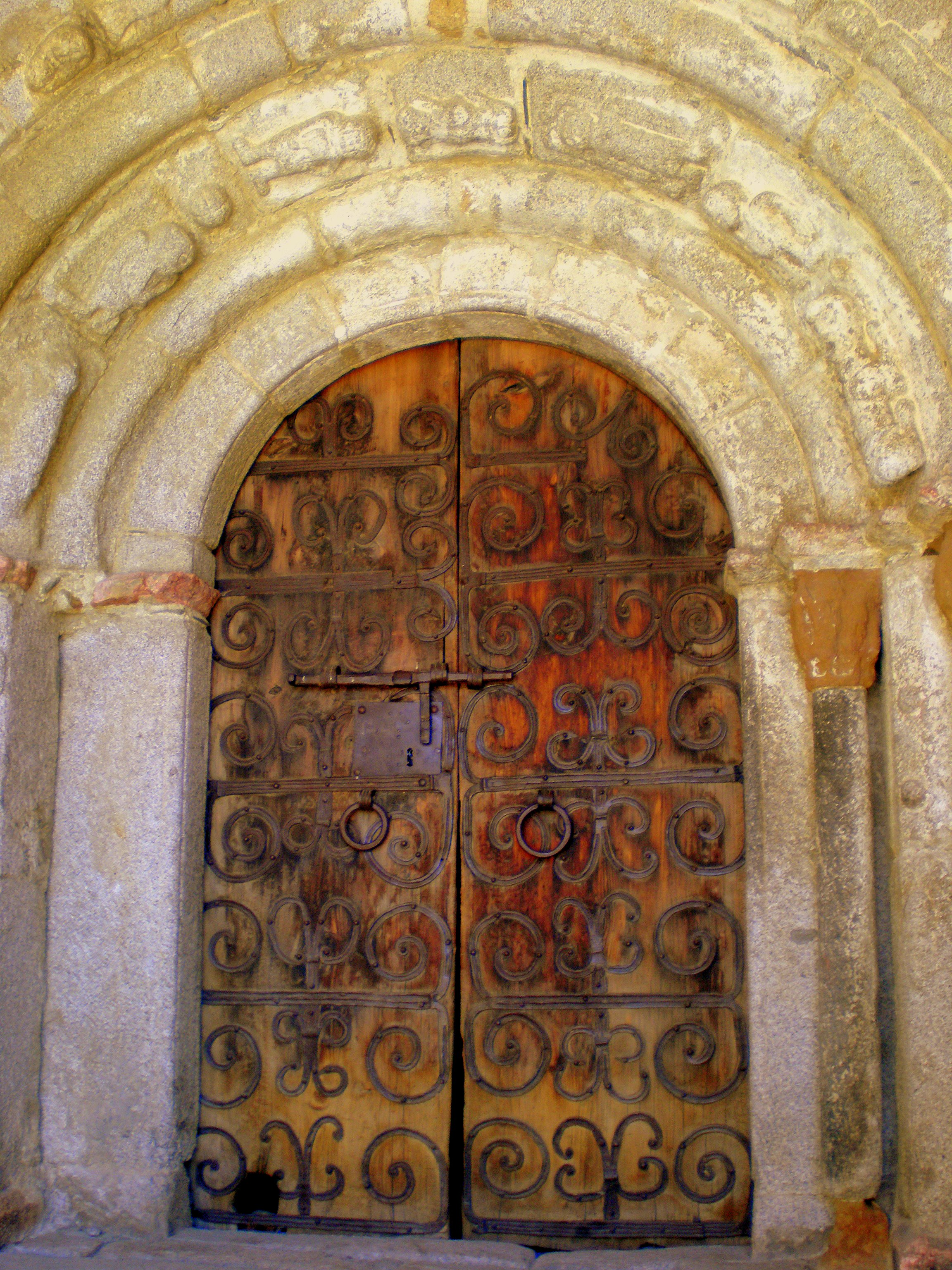
Portalada.

La portalada está constituida por cinco arquivoltas de piedra granítica menos lo capiteles, la imposta y sus basas que son de mármol rosa, todo lo realizado en este mármol se encuentra bastante erosionado.
En las arquivoltas se encuentran esculpidas numerosas figuras con diferentes temas.
En la columna izquierda de la primera arquivolta se observa una serpiente entre las piernas de una mujer desnuda a quien le está mordiendo el pecho ( representación de la lujuria), sobre esta figura hay una cara cubriéndole el pelo la cara y con una espesa barba, siguiendo por la misma arcada se encuentran en relieve dos figuras humanas muy erosionadas, una carota, un águila, otra cara y dos figuras desnudas que se tapan los sexos, probablemente Adan y Eva que tiene bajo sus pies una serpiente enroscada. En la columna derecha en oposición a la del otro lado hay una cara con la cabeza rapada haciendo burla con la boca abierta enseñando los dientes, ( parecida a las caras de la iglesia de Sant Pere d'Olopte) y finalmente una representación de un ciprés.
En la arquivolta del medio, hay dos figuras representando Caín y Abel. Un ángel con una espada y otro personaje con una bolsa sujetada al cuello con la mano derecha sobre ella, representando un ávaro.
La puerta tiene una gran variedad de hierros forjados, arrancados de la original y puestos en los nuevos batientes.